# باغ جمال (مقاطعة دورود)
باغ جمال (بالفارسية: باغ جمال) هي قرية تقع في قسم جان الريفي (مقاطعة دورود) في إيران. يقدر عدد سكانها بـ 20 نسمة بحسب إحصاء 2016.